# Lothar von Faber

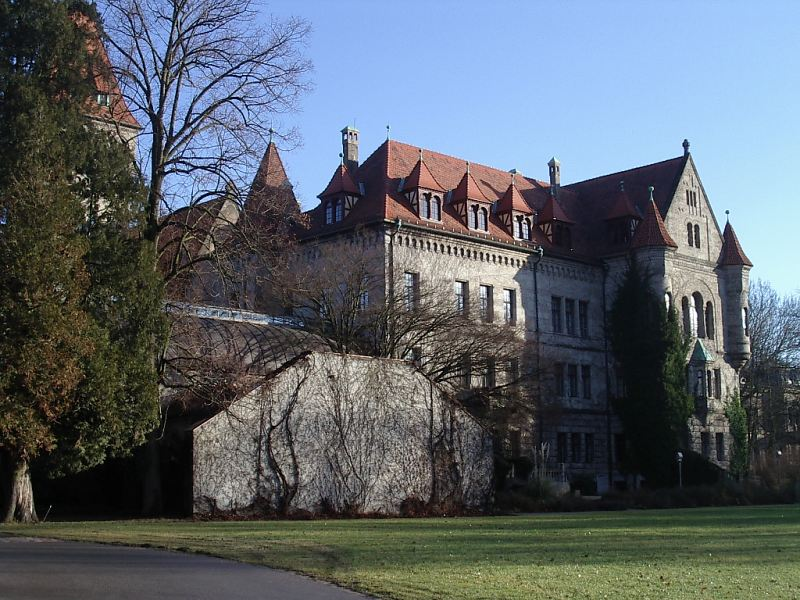
Castelo Faber-Castell em Stein, onde nasceu Lothar Faber

Lothar von Faber (Stein, 12 de junho de 1817 — Stein, 1896) foi um industrial alemão, herdeiro da empresa A. W. Faber, fábrica de lápis que hoje em dia é a mundialmente conhecida companhia Faber-Castell.
Faber assumiu a companhia "A. W. Faber" em 1839, a qual foi fundada pelo seu bisavô Kaspar Faber em 1761, após absolver um estágio de três anos em Paris. Ele sucedeu assim seu pai Georg Leonhard Faber, que até então estava conduzindo a empresa. Foi sob o comando de Lothar Faber, que a empresa inovou e diversificou a produção de canetas e iniciou assim, a história de sucesso da Faber-Castell.
Um marco importante para a empresa ocorreu em 1856, quando Faber adquiriu o uso exclusivo de grafite descoberto recentemente na Sibéria.
A partir de 1874 a empresa começou a fabricar lápis com vários níveis de dureza e de comprimento. Lothar Faber fundou filiais em Berlim, Nova Iorque, Paris e Londres, além do mais representações em Viena e São Petersburgo, tendo mais de 1.200 funcionários. Faber diversificou a produção, fabricando além de lápis, também borrachas, réguas, entre outros materiais típicos para escritório. Faber abriu uma produção nova em Geroldsgrün na Alta Francônia, especializada na fabricação de lousas, giz e esponjas.
Em 1864 ele foi eleito membro permanente do Reichsrat na Baviera e em 1881 recebeu um título de nobreza: Lothar Faber passou a ser Barão Lothar von Faber.